# Liga Premier de Azerbaiyán 2015-16
La Liga Premier de Azerbaiyán 2015-16 será la vigésima cuarta temporada de la Máxima División del fútbol profesional de Azerbaiyán, desde su creación en 1922. El torneo es organizado por la Asociación de Federaciones de Fútbol de Azerbaiyán y comenzó el 9 de agosto de 2015 y terminó el 21 de mayo de 2016.

## Formato
Los diez equipos participantes jugaron entre sí todos contra todos cuatro veces totalizando 36 partidos cada uno, al término de la fecha 36 el primer clasificado obtuvo un cupo para la primera ronda de la Liga de Campeones 2016-17, mientras que el segundo y tercer clasificado obtuvieron un cupo para la primera ronda de la Liga Europa 2016-17; por otro lado el último clasificado descendió a la Primera División de Azerbaiyán 2016-17.
Un tercer cupo para la primera ronda de la Liga Europa 2016-17 fue asignado al campeón de la Copa de Azerbaiyán.

## Equipos participantes

### Ascensos y descensos
| Pos | Descendidos de Liga Premier de Azerbaiyán |
| --- | ----------------------------------------- |
| 5º  | Simurq                                    |
| 9º  | FK Baku                                   |
| 10º | Araz-Naxçıvan                             |

| Pos | Ascendidos de la Primera División de Azerbaiyán |
| --- | ----------------------------------------------- |
| 3º  | Ravan Baku FK                                   |
| 5º  | Zira FK                                         |
| 9º  | Kəpəz                                           |

### Datos de los equipos
| Equipo          | Ciudad   | Entrenador        | Estadio                            | Aforo  | Marca  |
| --------------- | -------- | ----------------- | ---------------------------------- | ------ | ------ |
| AZAL            | Bakú     | Tarlan Ahmadov    | Estadio AZAL                       | 5.000  | Umbro  |
| Gabala          | Qabala   | Hryhorchuk romano | Gabala City Stadium                | 3.350  | Joma   |
| Inter Baku      | Bakú     | Zaur Svanadze     | Inter-Arena                        | 8.500  | Joma   |
| Kapaz           | Ganyá    | Shahin Diniyev    | Ganja City Stadium                 | 27.000 | Adidas |
| Khazar Lankaran | Lenkoran | Elbrus Mammadov   | Khazar Lankaran Central Stadium    | 15.000 | Puma   |
| Neftchi Baku    | Bakú     | Vali Gasimov      | Bakcell Arena                      | 11.000 | Adidas |
| Qarabağ         | Agdam    | Gurban Gurbanov   | Arena Azersun                      | 8.500  | Adidas |
| Ravan           | Bakú     | Bahman Hasanov    | Bayil Arena                        | 3.000  | Umbro  |
| Sumgayit        | Sumqayit | Samir Abbasov     | Kapital Bank Arena                 | 1.500  | Umbro  |
| Zira            | Bakú     | Adil Shukurov     | Zira Olympic Sport Complex Stadium | 1.500  | Kappa  |

## Tabla de posiciones
| Pos. | Equipo          | Pts. | PJ | G  | E  | P  | GF | GC | Dif. | Clasificación y descenso 2016-17                     |
| ---- | --------------- | ---- | -- | -- | -- | -- | -- | -- | ---- | ---------------------------------------------------- |
| 1    | Qarabağ (C)     | 84   | 36 | 26 | 6  | 4  | 66 | 21 | +45  | Segunda Ronda de Liga de Campeones 2016-17           |
| 2    | Zira            | 62   | 36 | 17 | 11 | 8  | 42 | 31 | +11  |                                                      |
| 3    | Gabala          | 59   | 36 | 16 | 11 | 9  | 44 | 28 | +16  | Primera Ronda de Liga Europa 2016-17                 |
| 4    | Inter Baku      | 59   | 36 | 16 | 11 | 9  | 39 | 28 | +11  |                                                      |
| 5    | Kapaz           | 56   | 36 | 15 | 11 | 10 | 48 | 40 | +8   | Primera Ronda de Liga Europa 2016-17                 |
| 6    | Neftçi Baku     | 49   | 36 | 13 | 10 | 13 | 41 | 41 | 0    | Primera Ronda de Liga Europa 2016-17                 |
| 7    | AZAL            | 46   | 36 | 13 | 7  | 16 | 26 | 38 | −12  |                                                      |
| 8    | Sumgayit        | 39   | 36 | 9  | 12 | 15 | 41 | 49 | −8   |                                                      |
| 9    | Ravan Baku      | 18   | 36 | 5  | 9  | 22 | 27 | 63 | −36  | Descenso a la Primera División de Azerbaiyán 2016-17 |
| 10   | Khazar Lankaran | 15   | 36 | 3  | 6  | 27 | 16 | 51 | −35  | Descenso a la Primera División de Azerbaiyán 2016-17 |

Actualizado a los partidos jugados el 20 de mayo de 2016.
 Fuente: Soccerway
Notas:
1. ↑  Tras ganar la Copa de Azerbaiyán el Qarabağ recibe un cupo para la Primera ronda de la Liga Europa 2016-17, pero al encontrarse clasificado a la Liga de Campeones por su posición de liga, el cupo pasa a la liga.
2. ↑  El Zira se habría clasificado a la Primera Ronda de la Liga Europea 2016-17, pero no pudo obtener la licencia de clubes de la UEFA, ya que el club lleva existiendo desde hace menos de tres temporadas.[1][2]
3. ↑  El 31 de marzo de 2016, la CFCB anuncio que el Inter Baku quedaba excluido de participar en las competiciones europeas de 2016-17, para que de este modo se pudiera clasificar a las siguientes 3 temporadas (es decir 2016-17, 2017-18 y 2018-19).[3]
4. ↑  Ravan Baku se le descotaron 6 puntos.

## Tabla de resultados cruzados
Los clubes jugarán entre sí en cuatro ocasiones para un total de 36 partidos cada uno.
| Local \ Visitante | AZL | GAB | INT | KAP | KHA | NEF | QAR | RAV | SUM | ZIR |
| ----------------- | --- | --- | --- | --- | --- | --- | --- | --- | --- | --- |
| AZAL              | —   | 0–2 | 0–1 | 1–1 | 1–0 | 2–1 | 0–2 | 1–0 | 2–0 | 1–0 |
| Gabala            | 0–0 | —   | 1–1 | 1–0 | 6–0 | 0–1 | 2–2 | 1–1 | 1–0 | 0–0 |
| Inter Baku        | 2–0 | 2–1 | —   | 1–0 | 2–0 | 1–0 | 0–2 | 2–0 | 2–3 | 0–0 |
| Kapaz             | 1–0 | 3–0 | 0–0 | —   | 1–0 | 1–1 | 2–3 | 0–0 | 3–1 | 1–1 |
| Khazar Lankaran   | 3–1 | 0–1 | 2–0 | 0–1 | —   | 0–2 | 0–1 | 1–1 | 1–2 | 0–1 |
| Neftçi Baku       | 0–1 | 0–1 | 1–1 | 0–0 | 1–1 | —   | 1–0 | 2–3 | 2–1 | 1–1 |
| Qarabağ           | 2–0 | 1–1 | 1–0 | 3–0 | 1–0 | 1–1 | —   | 1–0 | 2–2 | 4–1 |
| Ravan Baku        | 0–0 | 0–3 | 0–2 | 0–2 | 0–1 | 1–3 | 1–2 | —   | 0–0 | 1–0 |
| Sumgayit          | 1–1 | 2–2 | 1–1 | 2–2 | 1–1 | 1–2 | 1–0 | 3–3 | —   | 0–0 |
| Zira              | 1–0 | 1–0 | 0–0 | 2–2 | 1–0 | 2–0 | 0–0 | 2–1 | 3–2 | —   |

| Local \ Visitante | AZL | GAB | INT | KAP | KHA | NEF | QAR | RAV | SUM | ZIR |
| ----------------- | --- | --- | --- | --- | --- | --- | --- | --- | --- | --- |
| AZAL              | —   | 2–1 | 0–0 | 3–0 | 1–0 | 1–1 | 1–0 | 1–0 | 1–0 | 1–1 |
| Gabala            | 2–0 | —   | 0–0 | 1–2 | 0–0 | 2–2 | 1–2 | 2–0 | 1–0 | 1–2 |
| Inter Baku        | 1–0 | 0–1 | —   | 1–0 | 2–1 | 0–1 | 1–1 | 3–1 | 2–2 | 1–0 |
| Kapaz             | 2–0 | 0–1 | 1–1 | —   | 2–0 | 1–2 | 1–2 | 3–2 | 0–0 | 2–0 |
| Khazar Lankaran   | 0–1 | 0–1 | 0–1 | 0–3 | —   | 0–1 | 1–2 | 0–0 | 1–2 | 0–2 |
| Neftçi Baku       | 3–1 | 1–2 | 4–2 | 2–3 | 1–0 | —   | 1–2 | 1–1 | 1–0 | 0–0 |
| Qarabağ           | 3–0 | 2–0 | 2–0 | 4–0 | 3–0 | 2–0 | —   | 5–1 | 1–0 | 2–0 |
| Ravan Baku        | 1–0 | 0–1 | 0–4 | 1–3 | 2–2 | 1–0 | 2–1 | —   | 1–2 | 0–4 |
| Sumgayit          | 2–0 | 1–1 | 0–1 | 2–3 | 2–1 | 2–1 | 0–2 | 3–1 | —   | 0–2 |
| Zira              | 4–2 | 0–3 | 2–1 | 2–2 | 1–0 | 3–0 | 0–2 | 2–1 | 1–0 | —   |

## Goleadores
| Pos. | Jugador           | Club     | Goles |
| ---- | ----------------- | -------- | ----- |
| 1    | Dani Quintana     | Qarabağ  | 15    |
| 2    | Nelson Bonilla    | Zira     | 14    |
| 3    | Ruslan Qurbanov   | Neftçi   | 13    |
| 4    | Amil Yunanov      | Sumqayit | 12    |
| 5    | Oleksiy Gai       | Gabala   | 10    |
| 6    | Richard           | Qarabağ  | 9     |
| 6    | Julien Ebah       | Kapaz    | 9     |
| 8    | Samuel Armenteros | Qarabağ  | 7     |
| 8    | Ermin Zec         | Gabala   | 7     |
| 8    | Oleksiy Antonov   | Gabala   | 7     |